# Treasurit
Treasurit ist ein selten vorkommendes Mineral aus der Mineralklasse der „Sulfide und Sulfosalze“ mit der chemischen Zusammensetzung Ag7Pb6Bi15S30 und damit chemisch und strukturell gesehen ein Blei-Silber-Bismut-Sulfosalz.
Treasurit kristallisiert im monoklinen Kristallsystem, konnte bisher jedoch nur in Form winziger, unregelmäßiger Körner in millimetergroßen, körnigen Aggregaten entdeckt werden. Das Mineral ist in jeder Form undurchsichtig (opak) und zeigt auf den Oberflächen der grauen Körner einen metallischen Glanz. Im Auflicht erscheinen polierte Flächen dagegen weiß.
Aufgrund der bisher zu geringen Größe des gefundenen Materials konnten bisher weder Mohshärte noch Spaltbarkeit oder Strichfarbe von Treasurit bestimmt werden.

## Etymologie und Geschichte
Erstmals entdeckt wurde das Mineral in der Treasury Vault Mine in dem zum Park County des US-Bundesstaates Colorado gehörenden Bergbaubezirk Geneva. Die Erstbeschreibung erfolgte durch Emil Makovicky und Sven Karup-Møller (* 1936), die das Mineral nach dessen Typlokalität benannten.
Die beiden Mineralogen übergaben ihre Untersuchungsergebnisse und den gewählten Namen des neu entdeckten Minerals 1976 der International Mineralogical Association zur Überprüfung (interne Eingangs-Nr. der IMA: 1976-008), die den Treasurit als eigenständige Mineralart anerkannte. Die Erstbeschreibung wurde im Jahr darauf im Fachmagazin Bulletin of the Geological Society of Denmark sowie im Fachmagazin Neues Jahrbuch für Mineralogie (Abhandlungen) publiziert, wo neben dem Treasurit auch die ebenfalls neu entdeckten Minerale Eskimoit, Vikingit, Ourayit beschrieben wurden.
Das Typmaterial des Minerals wird im National Museum of Natural History (NMNH) in Washington, D.C. in den USA unter der Katalog-Nr. R09714 aufbewahrt.

## Klassifikation
Da der Treasurit erst 1976 als eigenständiges Mineral anerkannt und dies erst 1977 publiziert wurde, ist er in der im gleichen Jahr letztmals aktualisierten 8. Auflage der Mineralsystematik nach Strunz noch nicht verzeichnet.
Im Lapis-Mineralienverzeichnis nach Stefan Weiß, das sich im Aufbau noch nach dieser alten Form der Systematik von Karl Hugo Strunz richtet, erhielt das Mineral die System- und Mineral-Nr. II/E.31-080. In der „Lapis-Systematik“ entspricht dies der Klasse der „Sulfide und Sulfosalze“ und dort der Abteilung „Sulfosalze (S : As,Sb,Bi = x)“, wobei in den Gruppen II/E.28 bis II/E.35 die Bleisulfosalze mit Wismut und x = 6,0–1,6 eingeordnet sind. Treasurit bildet hier zusammen mit Eskimoit, Gustavit, Jasrouxit, Lillianit, Oscarkempffit, Ourayit, Schirmerit, Terrywallaceit, Vikingit und Xilingolith die „Lillianitreihe“ (Stand 2018).
Die von der IMA zuletzt 2009 aktualisierte 9. Auflage der Strunz’schen Mineralsystematik ordnet den Treasurit ebenfalls in die Klasse der „Sulfide und Sulfosalze“, dort allerdings in die feiner gegliederte Abteilung der „Sulfosalze mit PbS als Vorbild“ ein. Diese ist zudem weiter unterteilt nach der Kristallstruktur bzw. dem dominierenden Kation in der Verbindung, so dass das Mineral entsprechend seiner Zusammensetzung in der Unterabteilung der „Galenit-Derivate mit Blei (Pb)“ zu finden ist, wo es zusammen mit Fizélyit, Gustavit, Lillianit, Quatrandorit, Ramdohrit, Roshchinit, Senandorit, Uchucchacuait, Vikingit und Xilingolith ebenfalls die „Lillianitgruppe“ mit der System-Nr. 2.JB.40a bildet.
In der vorwiegend im englischen Sprachraum gebräuchlichen Systematik der Minerale nach Dana hat Treasurit die System- und Mineralnummer 03.06.03.01. Dies entspricht ebenfalls der Klasse der „Sulfide und Sulfosalze“ und dort in die Abteilung der „Sulfosalze“. Hier ist er als einziges Mitglied in der unbenannten Gruppe 03.06.03 innerhalb der Unterabteilung „Sulfosalze mit dem Verhältnis 2,0 < z/y < 2,49 und der Zusammensetzung (A+)i (A2+)j [By Cz], A = Metalle, B = Halbmetalle, C = Nichtmetalle“ zu finden.

## Kristallstruktur
Treasurit kristallisiert in der monoklinen Raumgruppe C2/m (Raumgruppen-Nr. 12), C2 (Nr. 5) oder Cm (Nr. 8) mit den Gitterparametern a = 13,35 Å; b = 4,09 Å; c = 26,54 Å und β = 92,8° und γ =  ° sowie einer Formeleinheit pro Elementarzelle.

## Bildung und Fundorte
Treasurit fand sich in hydrothermal gebildetem Gangmaterial, wo er mit feinkörnigen Zersetzungsprodukten mit sehr ähnlichen optischen Eigenschaften vergesellschaftet auftrat.
Als seltene Mineralbildung konnte Treasurit nur an wenigen Orten entdeckt werden, wobei weltweit bisher weniger als 20 Fundstätten dokumentiert sind (Stand 2021). Außer an seiner Typlokalität, der Treasury Vault Mine in Colorado, fand sich das Mineral in den Vereinigten Staaten (USA) bisher nur noch in den porphyrischen Kupferlagerstätten um Tyrone (namentlich Tyrone Mine und Tyrone Copper Pit) im Grant County von New Mexico.
Fundorte in Deutschland und der Schweiz sind bisher nicht bekannt. Der bisher einzige bekannte Fundort in Österreich ist das Erzwies-Bergbaurevier, ein ehemaliges Bergwerk im Gasteinertal (Bezirk St. Johann im Pongau) im Salzburger Land.
Innerhalb von Europa trat Treasurit noch in der polymetallischen Lagerstätte bei Czarnów (deutsch Rothenzechau) in der Landgemeinde Kamienna Góra (Niederschlesien) in Polen, der epithermalen Pb-Zn-Cu-Au-Ag-Lagerstätte bei Vâratec in der rumänischen Gemeinde Băiuț (Kreis Maramureș), der Gang-Lagerstätte „Altböhmischer Erzzug“ (Staročeské pasmo) mit Chalkopyrit, Arsenopyrit und Stannit bei Kutná Hora in der tschechischen Region Mittelböhmen und im Beregovo-Erzfeld (epithermale Gold-Silber-Blei-Zink-Lagerstätte) bei Berehowe im Westen der Ukraine nahe der ungarischen Grenze auf.
Weitere bisher bekannte Fundstätten sind unter anderen Kingsgate (New South Wales) und Cloncurry (Queensland) in Australien, Huanuni und Poopó im bolivianischen Departamento Oruro, die Wolfram-Lagerstätten in der Region Primorje im Fernen Osten Russlands und die Provinz Taschkent in Usbekistan.
Die Ikuno-Mine nahe Asago in der Präfektur Hyōgo auf der japanischen Insel Honshū gilt als möglicher Fundort für Treasurit als fraglich, da der dortige Fund nur als „Treasurit-ähnliches Mineral“ beschrieben und bisher nicht bestätigt wurde.